# Rete autobus di Berlino
La rete degli autobus di Berlino (in tedesco Busnetz Berlin) copre l'intera area della capitale tedesca con numerose linee urbane e suburbane e costituisce la più estesa rete di trasporti urbani di Berlino. Tutte le linee urbane sono gestite dalla BVG ed i mezzi utilizzati sono i MAN Lion's City in versione a due piani, i Solaris Urbino in versione articolata da 18 metri e alcuni Scania Citywide articolati tra gli ultimi arrivati.

## Storia
La Concessionierte Berliner Omnibus-Compagnie entrò in esercizio il 30 ottobre 1846. Nel 1868 venne creata la compagnia autoviaria ABOAG (Allgemeinen Berliner Omnibus Actien Gesellschaft) che, il 1º gennaio 1929, fondendosi con le compagnie cittadine per la gestione del tram, della U-Bahn e della S-Bahn, diede vita all'attuale BVG.

## Rete

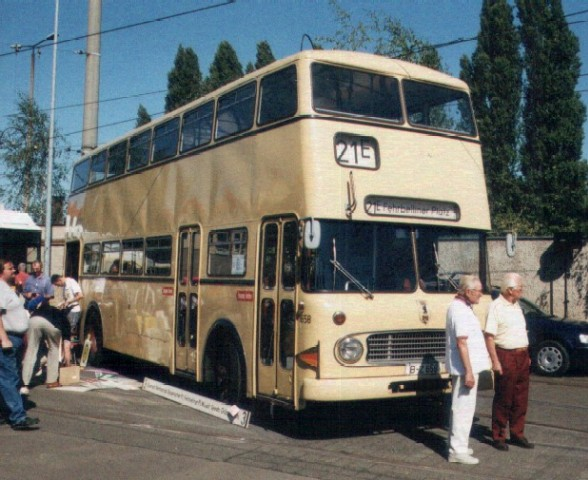
Un autobus a due piani di Berlino Ovest

### Bus normali
Le linee normali (indicate semplicemente come Bus) rappresentano la maggior parte della rete, con un totale di circa 120 linee, dai numeri 100 al 399. Il traffico è affiancato da numerosi autobus turistici e le linee extraurbane che rientrano nella zona tariffaria berlinese "C" (Tarifbereich C), pur non essendo gestite dalla BVG, hanno una gestione tariffaria comune.
Fra le autolinee BVG la più turisticamente famosa è la 100, pubblicizzata anche con delle mappe, che con un percorso da Alexanderplatz a Zoologischer Garten Berlin copre gran parte dei punti d'interesse turistico del centro di Berlino.

### MetroBus
Vi sono, analogamente alla rete tramviaria, 18 linee MetroBus, con frequenza minima di 10 minuti e servizio continuato 24 ore al giorno. Essi formano, con le linee S-Bahn, U-Bahn e MetroTram, la cosiddetta Schnellnetz ("rete veloce"), ossatura del trasporto pubblico cittadino.

### BusExpress
La rete autoviaria conta inoltre 13 linee dette BusExpress (linee X), generalmente interperiferiche, che effettuano solo le fermate principali.

### Notturni
Le linee notturne, da N1 ad N9, sostituiscono le linee della U-Bahn durante la notte (eccetto i fine settimana). Le linee N a due cifre (complessivamente 42) servono i quartieri non serviti da altri collegamenti notturni (MetroBus o MetroTram), assicurando anche, nelle zone più periferiche e meno densamente servite, un servizio "porta a porta".